# The Bolero
The Bolero ist ein US-amerikanischer Kurzfilm aus dem Jahr 1973, der für einen Oscar nominiert war.

## Inhalt
Der Film zeigt die Vorbereitungen, die die Musiker des Los Angeles Philharmonic Orchestra für die Vorführung von Maurice Ravels Orchesterstück Boléro treffen. Einige der Musiker geben dabei Gedanken preis, während sie ihre Stühle und Notenständer zurechtrücken. Auch der Dirigent Zubin Mehta äußert sich. Zudem werden Eindrücke von den Proben vermittelt. Als Höhepunkt wird der Boléro von den Musikern vorgetragen.

## Veröffentlichung
Die Premiere des Films fand im Oktober 1973 auf dem Chicago International Film Festival statt.

## Auszeichnung
1974 wurde der Film in der Kategorie „Bester Kurzfilm“ mit dem Oscar ausgezeichnet